# Joanne World Tour
A Joanne World Tour Lady Gaga amerikai énekesnő hatodik koncertkörútja volt, amely ötödik stúdióalbumát, a Joanne-t (2016) népszerűsítette. A turné 2017. augusztus 1-jén kezdődött a kanadai Vancouverben, és 2018. február 1-jén ért véget az angliai Birminghamben. A jegyek piacra kerülése után a különböző európai és észak-amerikai koncertekre hamar teltházat jelentettek, ami további koncertdátumokat eredményezett mindkét kontinensen.
A koncert díszlete egy mozgó pódiumokkal ellátott nagyszínpadot, valamint két satellite színpadot és egy kisebb, másodlagos színpadot foglalt magában. Gaga különböző, főként western és avantgárd ihletésű ruhákat viselt a koncertek során, és olyan tervezőkkel dolgozott együtt, mint Alexander Wang és Norma Kamali. A koncertsorozatot az énekesnő korábbi turnéihoz képest „minimalistábbnak” nevezték, de dicséretet kapott a látvány, Gaga énekesi képességei és a közönséggel való kapcsolata miatt. A fibromyalgia okozta krónikus fájdalom miatt Gaga kénytelen volt lemondani a koncertsorozat utolsó 10 koncertjét. A turné végül 95 millió dolláros bevételt hozott 842 000 eladott jegyből.

## Kidolgozás

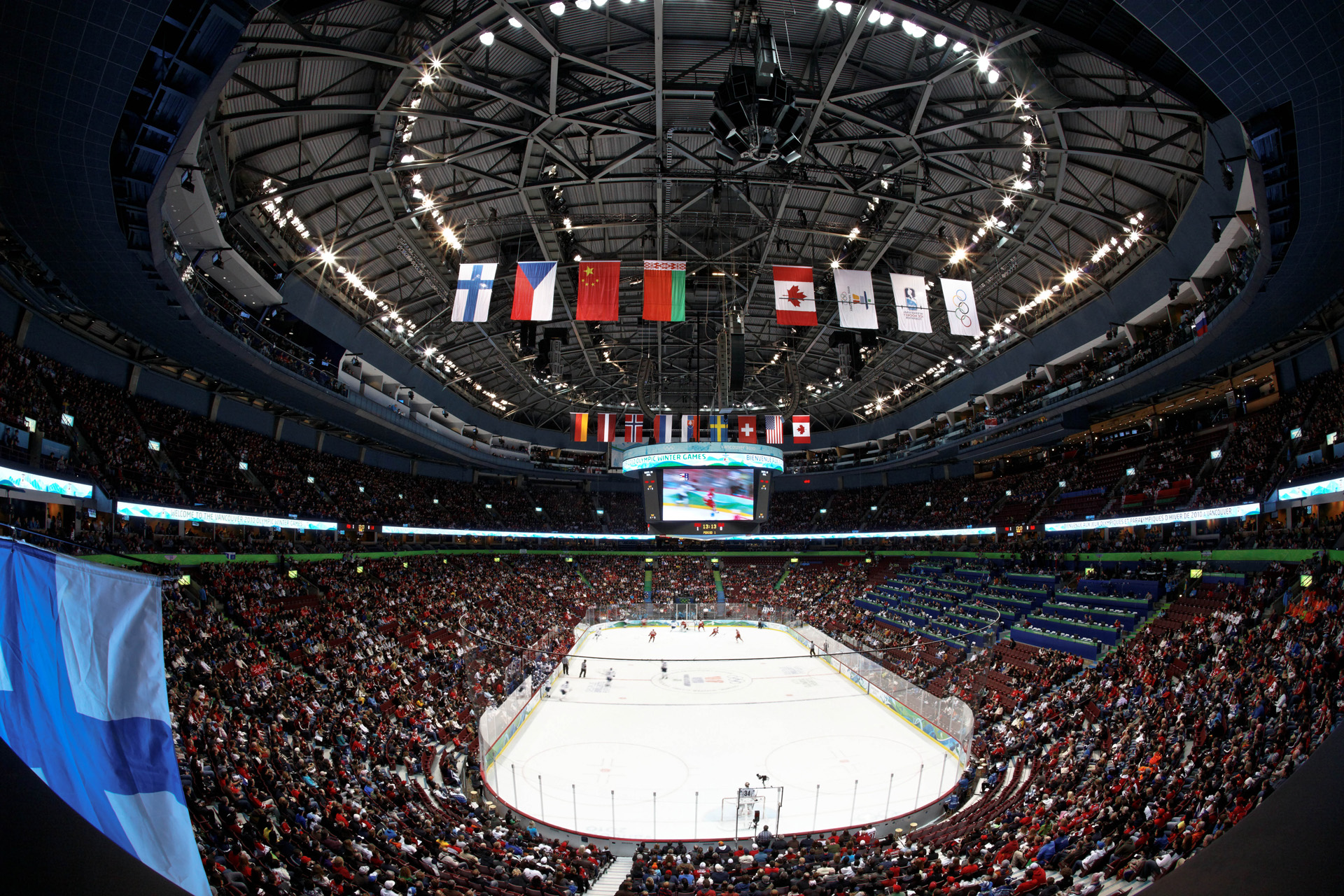
A vancouveri Rogers Arena, ahol a Joanne World Tour kezdődött

Két héttel azelőtt, hogy 2016 októberében megjelent Lady Gaga ötödik stúdióalbuma, a Joanne, egy kisebb promóciós turnéra indult Dive Bar Tour elnevezéssel, amely során bárokat látogatott meg szerte az Egyesült Államokban. 2016. október 24-én az énekesnő Howard Sternnek megerősítette, hogy világkörüli koncertturnéra is indul, hogy folytassa a lemez népszerűsítését. Tisztázta, hogy ez a Super Bowl LI félidei show-ján való fellépése után kezdődik majd, amelyre 2017. február 5-én került sor. A félidei show után Gaga bejelentette a Joanne World Tourt, amely 2017. augusztus 1-jén kezdődött a vancouveri Rogers Arenában, és az eredeti tervek szerint 2017. december 18-ig tartott volna; a kaliforniai Inglewoodban, a The Forumban ért volna véget, összesen 60 koncertet adva Észak- és Dél-Amerikában, valamint Európában.
2017. március 2-án a Coachella Fesztivál bejelentette, hogy Gaga lesz az Indióban megrendezésre kerülő fesztivál főfellépője, miután Beyoncé lemondta műsorát terhessége miatt. A Billboard arról számolt be, hogy a turné a Coachella-fellépésekkel kezdődik, négy hónappal korábban, mint eredetileg tervezték. Az Entertainment Weekly-nek adott interjújában azonban Gaga koreográfusa, Richard Jackson megerősítette, hogy a Coachellán való fellépések kizárólag a fesztiválra készültek, a Joanne World Tour pedig teljesen más lesz. Ennek ellenére a fesztiválelőadásból, valamint a Super Bowl félidei show-jából is megtartottak és felhasználtak elemeket a turnéhoz.
Gaga részvétele a brazil Rock in Rio fesztiválon lett volna az egyetlen dél-amerikai dátum. Mivel azonban testfájdalmai miatt kórházba került, le kellett mondania a koncertet. 2017. szeptember 18-án Gaga elnapolta a turné európai szakaszát, mivel továbbra is krónikus fájdalmakkal küszködött. Az elhalasztott dátumokat néhány héttel később jelentették be; ezek 2018. január 14-től kezdődtek Barcelonában, és 2018. február 23-án Németországban értek volna véget. A fibromyalgia okozta súlyos fájdalmak miatt azonban Gaga kénytelen volt lemondani a turné utolsó 10 koncertjét, amely ennek következtében 2018. február 1-jén Birminghamben ért véget.

## Gyártás

### Koncepció
A Joanne World Tour terveit ideiglenesen félre kellett tenni a Coachella próbái miatt. A koncepciója azonban már a Super Bowl óta kidolgozás alatt állt, és a próbák azután kezdődtek, hogy Gaga befejezte a Csillag születik (2018) forgatását, ami az első főszerepe volt színésznőként. 2017 júliusában Gaga a Billboard magazinnak elmondta, hogy csapatával már a dalválasztás menetéről tárgyaltak, valamint arról, hogy hol szeretnének koreográfiát a showban. Megerősítette terveit, hogy a turné alatt több zenét is kiad, például a The Cure című különálló kislemezt, amely az első Coachella-előadást követően jelent meg. Gaga azt is tervezte, hogy 2017 júliusában Las Vegasban még egy Dive Bar-koncertet ad a turné megkezdése előtt. Az énekesnő kifejtette, hogy a Joanne World Tour során szeretett volna egy visszafogottabb részt, hogy „tényleg a lehető legintimebb módon tudjon minden egyes emberrel kapcsolatba lépni, ahogyan az egy dive barban történne”. A turné minden koncertjén a 2017 májusában történt Manchester Arénában történt robbantás áldozatai előtt is tisztelegni akart.
2017 februárjában Gaga bemutatta a turné look-bookját, amely a turnéhoz kapcsolódó merchandise termékek részeként lesz kapható. A kiadvány a londoni székhelyű Lobster Eye kreatív stúdió és a Bravado merchandising cég együttműködésében készült. A fotók elkészítéséhez a Synchrodogs fotóst, és Daria Lagenberg stylistot bízták meg. Olyan modellek, mint Stacy Koren és Daria Svertilova pózoltak a képekhez, amelyek egy fa ihlette szettben mutatták őket. Tania Shcheglova és Roman Noven a Synchrodogs munkatársai a Women’s Wear Daily című lapnak adott interjúban kifejtették, hogy színes esztétikát képzeltek el a képekhez, és teljes szabadságot kaptak abban, hogy azt hogyan hozzák létre. Mivel a Synchrodogs a „mesterséges és a természetes elemeket” egyaránt ötvözni szerette volna, a fotózás hátteréül ukrán tájakat használtak. Az merchandise termékek között nyakláncok, sálak és pólók szerepeltek, Alexa Tietjen, a Los Angeles Times munkatá rsa pedig így nyilatkozott: „Ha a lookbook bármennyire is jelzésértékű, a Joanne World Tour lehet, hogy Gaga eddigi legdivatosabb turnéja lesz”. Az Urban Outfitters ruházati üzletekben 2017. május 19-től lehetett megvásárolni őket. A hosszú és rövid ujjú pólókból és dzsekikből álló kollekció 10 különböző, férfiaknak és nőknek szánt darabot tartalmazott, amelyeken Joanne ihlette minták voltak.

### Színpad
Gaga 2017 júliusában megerősítette, hogy a színpad tervezése befejeződött, és az építés folyamatban van. A színpadot úgy ítélte meg, hogy más, mint az összes korábbi, a turnéihez készült konstrukció. Az énekesnő azt is hozzátette, hogy „a világítás idén nagy dolog” a turnén. A nagyszínpadot a Tait Inc. céggel együttműködve építették Robert 'Hydro' Mullin produkciós vezetővel és LeRoy Bennett kreatív tervezővel. Szélessége 85 láb (26 m), és két satellite színpad és egy kisebb, másodlagos színpad kíséri. A színpadba épített mozgó technika hatására a platformok egymással összhangban vagy egymástól függetlenül, különböző konfigurációkban mozoghatnak. Carly Mallenbaum az USA Today-től „tetris-színpadoknak” nevezte őket, mivel változnak az elrendezéseik. A három fő emelvény 17 láb (5,2 m) széles, és velük párhuzamosan két másik 50 láb (15 m) széles emelvény van. Ezek együttesen különböző konfigurációkat és formákat adnak a színpadnak: magasított, sima, vegyes, átlós vagy lépcsőzetes.
Ezenkívül a közönség felett 60 láb (18 m) magasságban három  videokivetítővel ellátott világító test található, amelyek egyben hídként is funkcionálnak. Amikor nem videóra használják őket, leereszkednek, hogy összekapcsolják a főszínpadot a kör alakú satellite színpadokkal és a kis színpaddal, lehetővé téve az előadók számára a köztük való közlekedést. Ezeken a mozgó platformokon és színpadon keresztül Gaga képes volt bejárni az aréna teljes területét, és a közönséghez közel fellépni. A satellite színpadok két 10 láb (3,0 m) magasságú hidraulikus emelőből készültek, amelyek felemelték az énekesnőt, hogy elérje a kis színpadon lévő emelvényt. Ezt 44 lézersugárral díszítették, amelyek megvilágították az arénát, és a zongorán lévő billentyűzetekkel voltak összehangolva. A zongorára speciális borítás került, ezáltal jobban visszatükrözte a sugarakat.
A turné kezdete előtt Gaga beszélt arról, hogy a koncertsorozat során új dalokat is játszhat, mondván, hogy „abszolút” ez a szándéka. Később azonban hozzátette, hogy a színpadkép miatt ez a lehetőség kevésbé valószínű. Elmondta, hogy „ez a show valójában rendkívül összetett és bonyolult, és a színpadot számítógéppel kódolják. Nagyon feszített a tempó, és a jeleket mind egy adott időpontban kell végrehajtani. Nagy a stressz és a feszültség a színfalak mögött, hogy minden pontosan abban a pillanatban történjen, amikor kell. Szóval a dallista változhat egy kicsit, de többnyire azért jössz, hogy egy olyan műsort nézz meg, amit mi hoztunk létre számodra.”

### Jelmeztervezés és smink

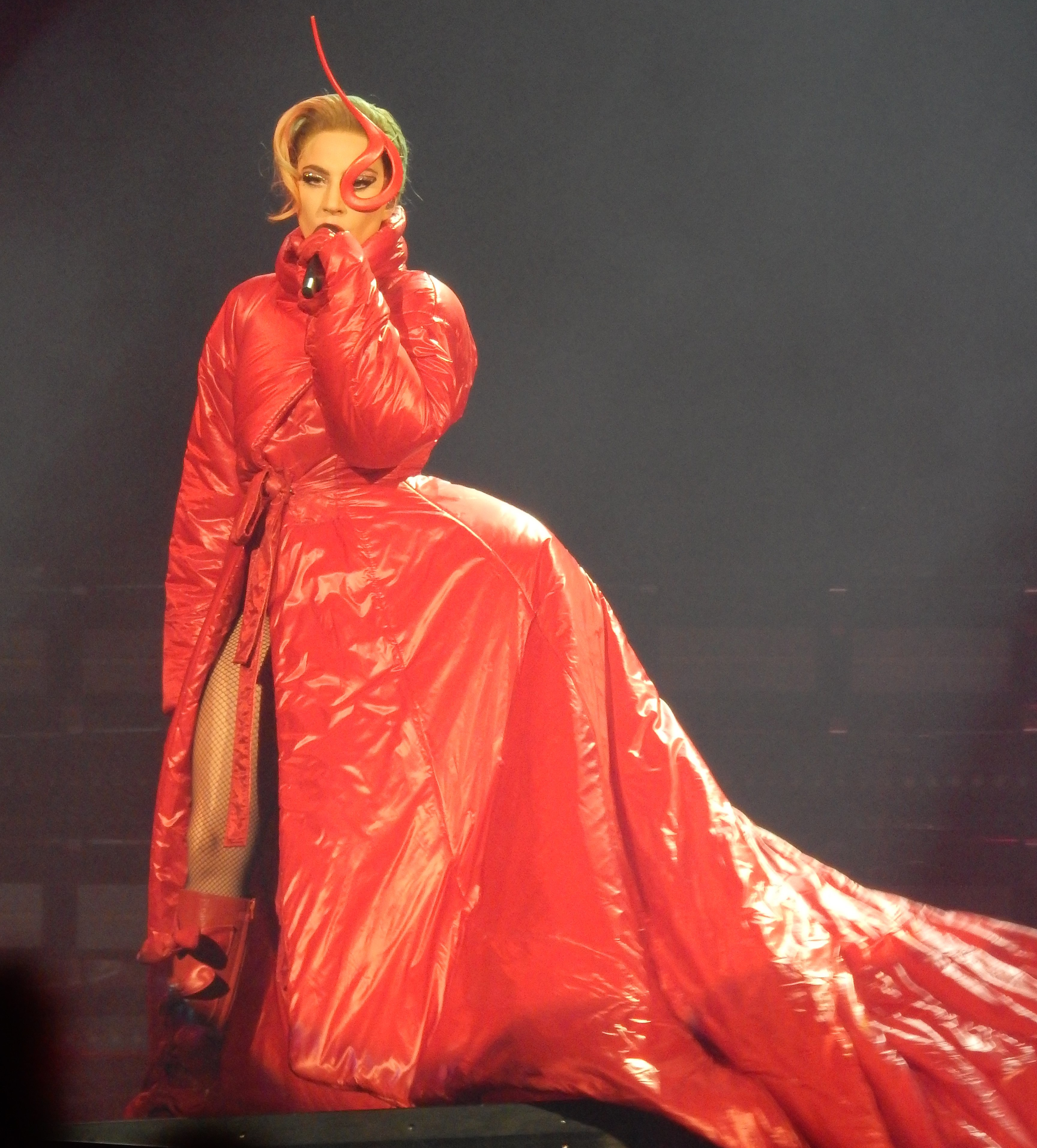
Gaga a Bloody Mary előadása közben. A piros jelmezről megjegyezték, hogy „visszahozta a rá jellemző avantgárd megjelenést”.

Az énekesnő korábbi turnéihoz hasonlóan a koncert különálló részekre volt osztva, amelyeket az énekesnő jelmezváltása előzött meg. Bár Gaga a turné kezdete előtt nem osztott meg tervrajzokat vagy részleteket a jelmezekkel kapcsolatban, a hírek szerint közel 50 000 Swarovski-kristályt használtak fel Gaga és a táncosok jelmezeinek és kellékeinek megtervezése során. Sarah Tanno, aki a turné sminkeseként dolgozott, elárulta, hogy a kristályokat még Gaga szemén is használták, „hogy többdimenziós hatást érjenek el, ami a színpadon is ragyog”. Gaga az első koncert előtt megosztott egy fotót az Instagramon, amelyen ízelítőt adott kéttónusú, narancssárga és zöld parókájáról, amelyet később a koncerteken viselt.
Az első ruhadarab, amit viselt, egy fekete, hímzésekkel díszített, drágaköves rojtos dressz volt, amelyet egy kristályos flitteres kalap egészített ki. Az összeállítást Alexander Wang készítette számára, akit „Gaga hihetetlen energiája” és „a western szelleme”, „valamint Joanne-né való átalakulása” inspirált. Kreációjáról a Vogue-nak beszélve Wang hozzátette továbbá, hogy az öltözékre „egy cowboycsizma nehéz varrásai és díszítései” voltak hatással. Gaga később más „western ihletésű” megjelenésekben jelent meg a színpadon. Az egyikhez Gaga egy fekete kabátot vett fel, bőrrojtokkal, fekete combfix hatású csizmával és fekete sapkával. A dzsekit levéve egy hálós, kivágott bőrbodysuitban volt látható. Egy másik „cowgirl” összeállítás egy széles karimájú kalapból és egy fehér, kézzel festett rojtos blézerből állt, amelyen dal- és albumcímek szerepeltek korábbi diszkográfiájából, illetve a Perfect Illusion című szám dalszövege.
A Super Bowl LI félidei show-ból ismerős, jellegzetes „disco-stick” kellék új változatát használta, és egy hosszúujjú, világoskék bőrbodyt öltött magára, válltömésekkel, gyöngyökkel és hozzá illő, térdig érő csizmával. Egy másik ruhája egy fekete bársony bodysuit volt, rózsával díszített ujjakkal és Giuseppe Zanotti által tervezett egyedi fekete bársony tűsarkú csizmával, amelyet később egy fehér báli ruha szoknyával egészített ki. Gaga később egy vörös Norma Kamali „hálózsák” jellegű öltözetet vett magára, amelyhez egy fejdísz is tartozott. Lauren Alexis Fisher a Harper’s Bazaar-tól megjegyezte, hogy Gaga ezzel az öltözékkel visszahozta „az avantgárd megjelenést, amit mindig is magáénak vallott”. Miután levette a kabátját, Gaga egy piros bőrbodysuitban és bojtos bőrcsizmában kezdte meg az előadást. Egy fehér kabátot is viselt, amelynek mindkét karján több masni volt, kiegészítve egy tollas álarcával és egy második szett Giuseppe Zanotti kristályos bokapánttal ellátott magassarkúval. Az összeállítást Gaga The Fame Monster-korszakbeli megjelenéséhez hasonlították. Később levette a dzsekit, felfedve alatta egy csillogó, hosszú ujjú, mokka nyakú dresszt. A ráadáshoz Gaga egy csillogó, kristályokkal díszített ruhát és ugyanazt a Gladys Tamez által tervezett rózsaszín kalapot vette fel, amelyet a Joanne borítóján is láthattunk.

## A koncert összefoglalása

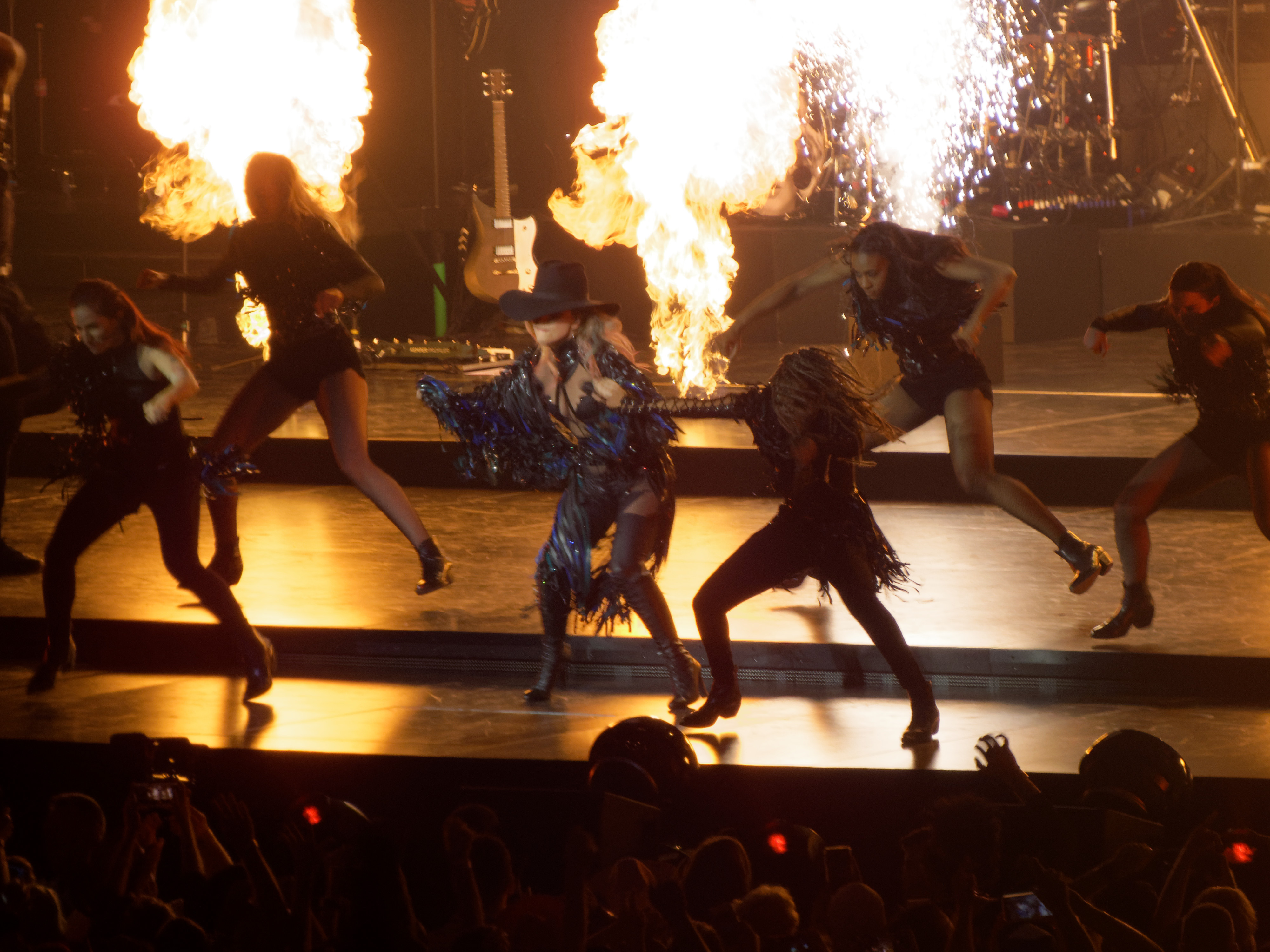
Gaga a John Wayne-t adja elő, miközben lángszórók tüzet szórnak a háttérben

A koncert egy nagy képernyőn megjelenő visszaszámlálással kezdődik, a hangszórókból pedig többször is elhangzik a „Don't call me Gaga” („Ne hívj Gagának”) sor. Miután Gaga elkiáltja magát, hogy inkább Joanne-nak szeretné, hogy hívják, elkezdi előadni a Diamond Heart-ot, egy emelt pódiumon állva, mikrofonállvánnyal a kezében. Ezután áttér az A-Yo eléneklésére, miközben egy gitáron játszik, és táncosai és gitárosai is megjelennek a színpadon. A koncert ezután a Poker Face koreografált előadásával folytatódik, táncosai fekete cowboy stílusú bőrruhába öltöznek. Az első felvonást a Perfect Illusion zárja, majd egy videós bejátszás következik, melyben Gaga egy vintage kabriót vezetve rózsaszín füstöt ereget. A John Wayne-t pirotechnikai effektekkel adja elő táncosai mellett. Ezt követi a Scheiße, amelyet a megemelt pódiumokon adnak elő. Az Alejandro szóló előadása után Gaga elhagyja a színpadot, hogy átöltözzön.

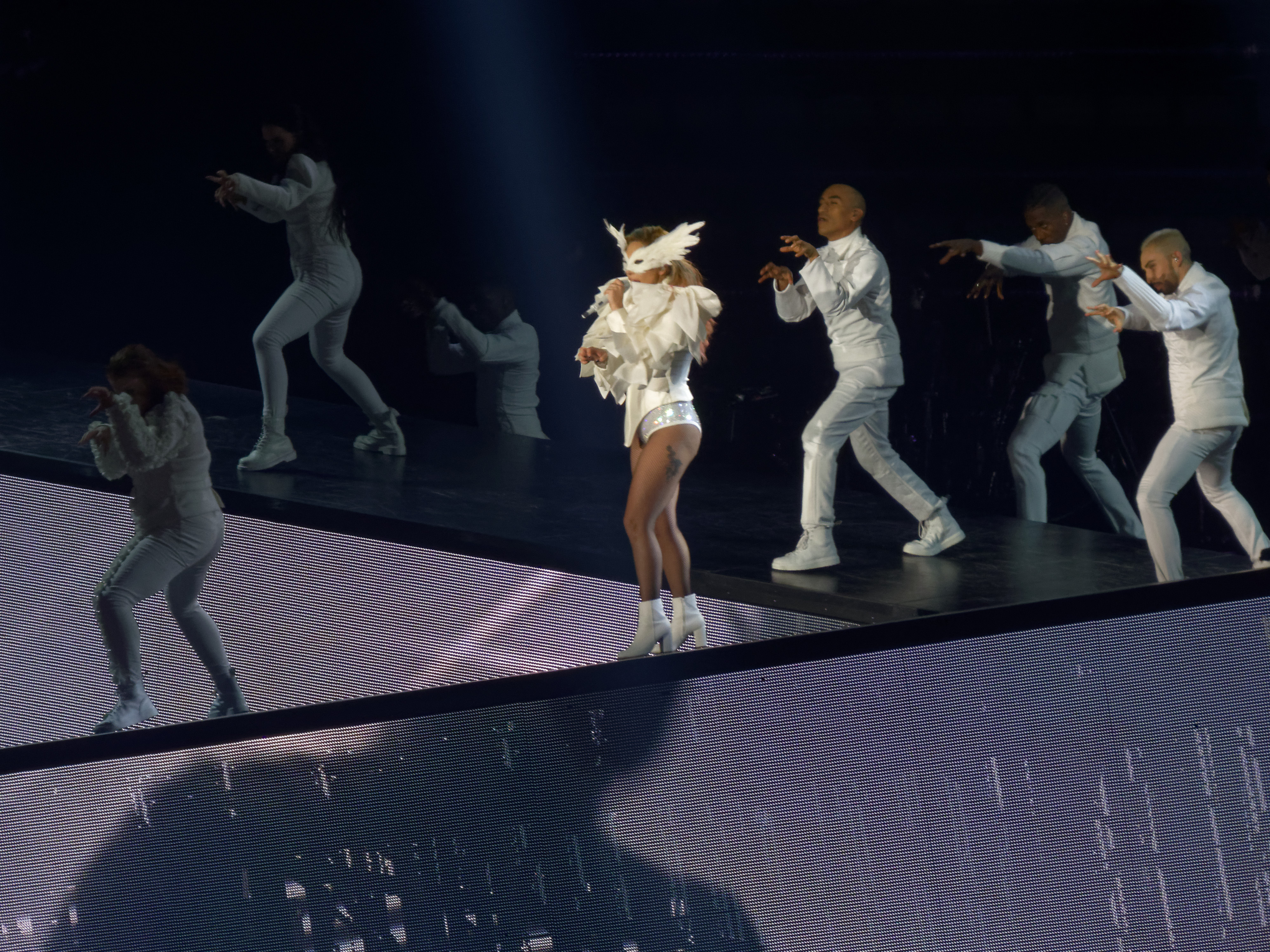
Gaga a Bad Romance előadása közben

Egy újabb videós bejátszást követően, amely az énekesnőt orrszarvú szarvakkal ábrázolja, Gaga megjelenik a színpadon, és a Just Dance című dalra billentyűs hangszerén játszik. A LoveGame és a Telephone következik, előbbi alatt a jellegzetes „disco stick”-jét használja. Az Applause alatt a kivetítőként használt három világító testet leeresztik, hidat képezve Gaga és táncosai számára, hogy átkelhessenek a kisebb színpadra, így a dal végére eljutnak a zongorához. Itt Gaga beszédet mond a közönségnek, majd a zongorán elkezdi énekelni a Come to Mama és a The Edge of Glory című dalokat. Gaga báli ruhába öltözve adja elő a Born This Way-t színes fényeffektusok kíséretében.
Egy újabb videós bejátszás után Gaga visszatér, hogy a Bloody Mary-t egy nagy piros ruhában énekelje el, amelyet a Dancin’ in Circles-hez piros bodysuitra cserél. Gaga ezután a Paparazzi című számot adja elő, melyben egy koreografált harcot ábrázol a színpadon, melyben valakit üldöznek és meggyilkolnak. Mentőszirénák hallatszanak, és egy piros és kék hátterű kereszt jelenik meg, miközben az egyik kapszulát felemelik az énekesnővel együtt. A magasban Gaga elénekli az Angel Down-t. Gaga ezután leereszkedik az emelvényre, hogy elmeséljen a közönségnek egy történetet néhai nagynénjéről, Joanne Germanottáról, mielőtt leülne egy székre, gitárral a kezében, hogy előadja az album címadó dalát.
Az utolsó szegmens a Bad Romance-szel kezdődik, Gaga és táncosai fehérbe öltözve jelennek meg, majd a The Cure következik komplett koreográfiával. Meghajol, és elhagyja a színpadot, hogy néhány perccel később visszatérjen a ráadásra, hosszú, ezüstös, csillogó ruhát viselve, a jellegzetes rózsaszín kalapjával párosítva. A Million Reasons-t zongoránál kezdi énekli, majd feláll rá, és a koncert azzal ér véget, hogy Gaga eltűnik a színpad alatt, miközben rózsaszín kalapját a zongoraszéken hagyja.

## Kereskedelmi teljesítmény

### Jegyeladások
A Citi bankkártya-tulajdonosok különleges kiváltságokat kaptak, akiknek lehetőségük volt kihasználni az elővásárlást olyan városokban, mint Los Angeles és Philadelphia, bár minden vásárló tranzakciónként legfeljebb 8 jegyet tudott vásárolni. A Live Nation bejelentette, hogy az Egyesült Államokbeli koncertekre eladott minden egyes jegy után 1 dollárt a Gaga Born This Way Alapítványának adományoznak.
A vállalat bejelentette, hogy Észak-Amerikában és Európában nagy volt a kereslet a jegyek iránt, amikor 2017. február 13-án megkezdődött a jegyértékesítés. Az észak-amerikai szakasz összes koncertjére azonnal elkeltek a jegyek, ami ahhoz vezetett, hogy második koncertet hirdettek meg olyan helyszíneken, mint Las Vegas, Inglewood, Toronto és Philadelphia, valamint a New York-i Citi Field és a bostoni Fenway Park. További teltházas koncertekről számoltak be többek között Tacomában, Omahában, Vancouverben, Edmontonban, San Franciscóban, Chicagóban és Montrealban. Hasonló keresletet tapasztaltak Európában is, ahol a jegyek három nappal korábban kerültek forgalomba, és gyorsan elkeltek. Barcelonában, Birminghamben, Londonban és Párizsban azonnal elkeltek a jegyek, a Live Nation pedig rögtön be is jelentette a második időpontokat. A cég sajtóközleménye arra figyelmeztetett, hogy a nagy keresletű időpontokra minimális jegyek kaphatók.

### Bevétel
A Billboard 2017 augusztusában hozta nyilvánosságra a turné első észak-amerikai bevételi adatait. Az összbevétel 8,7 millió dollár volt, a négy teltházas koncertre 78 530 jegyet adtak el. Az inglewoodi The Forumban tartott koncertek adták a legmagasabb bruttó bevételt és jegyeladást a bejelentett koncertek közül; 3,6 millió dolláros bruttó bevételt hoztak 28 567 látogatóval. Az első amerikai koncert a Tacoma Dome-ban, Tacomában, a legjobb eladásokat és látogatottságot produkálta azon arénák között, amelyek csak egy koncertnek adtak otthont, 2,1 millió dolláros bruttó bevételt és 19 296 fős látogatottságot produkálva – ez 36%-os növekedést jelentett mind a bruttó bevétel, mind a jegyeladások tekintetében az előző Born This Way Ball turnéjának az arénában tartott koncertjéhez képest. Bob Allen, a magazin munkatársa megjegyezte, hogy a Born This Way Ballhoz képest 72%-os növekedést tapasztalt a legdrágább jegykategóriákban a helyszínen – 175 dollárról 251 dollárra nőttek az árak. A Billboardban közzétett következő összesítésben is ő volt a legjobb jegyeladással rendelkező előadó, további 11,9 millió dollárt termelve 103 162 eladott jegy után.
Az első szakasz végéhez közeledve a Billboard 52 millió dollárról számolt be, több mint 440 000 eladott jegy és összesen 20 teltházas koncert után. A stadionkoncerteken átlagosan 36 500 néző volt koncertenként, az arénákban az átlag 15 800 volt. Ez utóbbi több volt, mint a korábbi turnéinak átlaga: Az ArtRave: The Artpop Ball (2014) átlagosan 12 300 látogatót vonzott, míg a Born This Way Ball (2012–2013) 10 hónapos futása alatt 12 400-at ért el. A Pollstar közzétette, hogy az észak-amerikai szakasz összesen 85,7 millió dolláros bevételt hozott, 737 155 eladott jegy mellett. A Pollstar év végi tabelláján a 2017-es év 100 legjobb világkörüli turnéjának 14. helyén állt, 2,45 millió dolláros átlagos bruttó bevétellel a több mint 35 bejelentett koncertből. A 2018-as Ticketmaster-díjátadón elnyerte az első Touring Milestone-díjat, mivel több mint 500 000 jegyet értékesítettek. A turné végül 95 millió dolláros bevételt hozott 842 000 eladott jegyből.

## A kritikusok értékelései

### Észak-Amerika

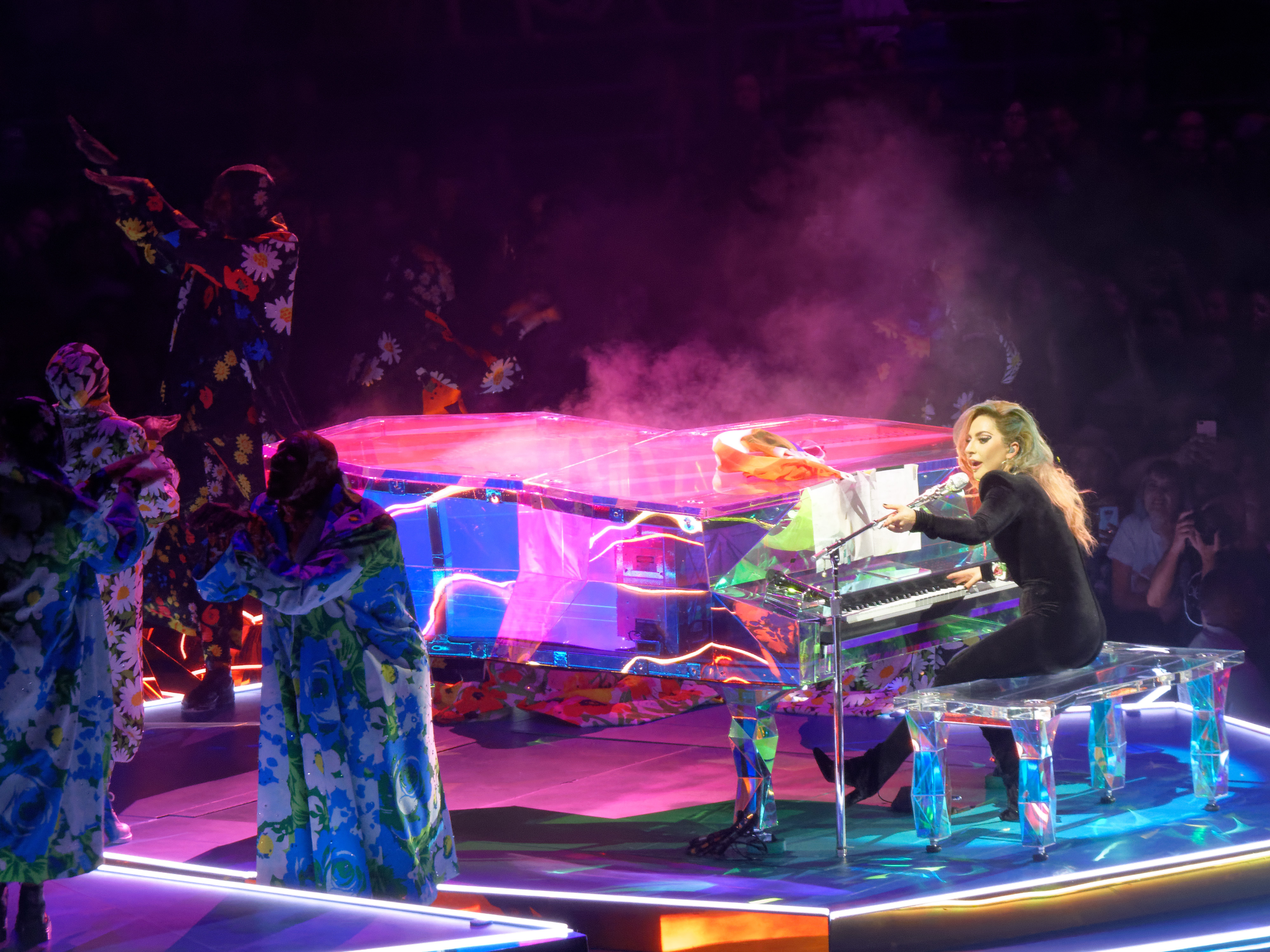
Gaga a Come to Mama című dalt adja elő a szív alakú akril zongorán. Az akusztikus előadások kapták a legtöbb dicséretet a kritikusoktól.

Tom Murray az Edmonton Journal-tól nagyon pozitív volt a kritikájában, mondván, hogy „Gaga Joanne World Tourja egy nagyszabású, az érzékek ellen irányuló elsöprő erejű támadás, amely olyan lenyűgöző, amennyire csak egy aréna show lehet, és amelynek drámai íve legalább annyira függ az énekesnő karizmájától és énekesi képességeitől, mint a különleges effektektől”. Alex Stedman a Variety munkatársa szerint: „Lady Gaga többre képes, mint egy átlagos popsztár. ... Bár sok mindent el lehet mondani Gaga rendíthetetlen énekhangjáról és magas energiájú showművészetéről, érdemes megemlíteni a show egyik leglenyűgözőbb részét is: a díszletet”. Egy másik pozitív kritikában Josh Bell, a Las Vegas Weekly munkatársa a következőket írta: „Még ha Lady Gaga stúdióalbumai egyre szétszórtabbak és kiegyensúlyozatlanabbak is lettek, élőben továbbra is fantasztikus előadó, aki a zenéje, a divatérzéke, az énekesi képességei és a karizmatikus személyisége legjavát egy kétórás színpadi műsorba sűríti. ... Gaga maga maradt a legmeghökkentőbb része a lenyűgözően kidolgozott show-nak.” A Fenway Parkban tartott első koncertet értékelve Brett Milano a Boston Heraldtól dicsérte Gaga hangját: „Figyelemre méltó énekesnő, aki egyaránt otthon van a blue-eyed soulban, a kemény dance dallamokban és a fanyar kabaré számokban. ... A tegnap esti show alatt egy cseppet sem volt érezhető, hogy ne énekelne élőben, és a szupersztár szintű mainstream popelőadóknál ez elég nagy kivétel a szabály alól. A show azt sugallta, hogy karrierje talán egy kevésbé hivalkodó, intimebb szakaszba lép – de tegnap este mindent beleadott.”
Jon Caramanica a The New York Times-tól úgy érezte, hogy a show első része „összefüggéstelen volt, látszólag véletlenszerűen váltogatta a stílusokat”, de Gaga később „megtalálta a ritmust”. Továbbá megdicsérte a zongorás részeket, azt írva, hogy „Gaga otthon volt” a hangszerrel. Selena Fragassi a Chicago Sun-Times-tól megdicsérte a díszletet, a jelmezeket és Gaga „majdnem tökéletes” énekét, mondván, hogy a show „csak egy újabb bizonyíték Gaga sztárerejére”. Ugyanakkor kritikusan nyilatkozott Gaga tánctudásáról, mondván, hogy „az énekesnő csak árnyéka volt korábbi táncos önmagának, évekkel ezelőtti koreográfiákra hagyatkozva, és küzdött az egyensúly megtartásával a Bad Romance című számnál”. Mikael Wood a Los Angeles Times-tól hasonlóképpen úgy vélte, hogy a balladák voltak a koncert csúcspontjai, hozzátéve, hogy „kezdett belefáradni a sok mozgó rész gondos összehangolásába. Az olyan régi slágerekben, mint a LoveGame és a Telephone, Lady Gaga kevés látható lelkesedést közvetített”. Richard Burnett pozitív kritikát írt a Montreal Gazette-nek, mondván, hogy „ami Gagának hiányzott az általános zenei lendületből, azt bőven pótolta a szemet gyönyörködtető multiplatform főszínpada” a különleges effektjeivel. Adam Graham a The Detroit Newsnak írva „zseniálisnak nevezte Gagát az egész este folyamán”, és dicsérte a közönséggel való kapcsolatát, ugyanakkor kritizálta a túl hosszú jelmezváltásokat, „mivel a zenekara kénytelen volt kitölteni a hézagokat a hosszas öltözködés miatt”.

### Európa
Alexis Petridis a The Guardiantól 5 csillaggal értékelte a koncertet, és kiemelte Gaga akusztikus részek alatti előadását és a közönséggel való kapcsolatát. Hozzátette továbbá, hogy bár a show nem nevezhető „visszafogottnak”, Gaga régebbi koncertkörútjaihoz képest „furcsa, hogy ami egykor a névjegye volt, jelentősen visszavett a tempóból”. Alice Vincent a The Daily Telegraph-tól szintén megjegyezte, hogy a Joanne turné „minimalistább jellegű”, de szerinte „Gaga vonzereje” „nem a trükkökben vagy drámai újításokban rejlik, hanem abban, hogy mindezek alatt ugyanaz marad”. Jonathan Dean a The Times-tól úgy vélekedett, hogy „a show egy kicsit komor, durva videókkal és a dalok közötti beszélgetéssel az édesanyjáról és az apjáról, akik zokognak, de ez nem azoknak való, akik ódzkodnak az érzelgősségtől. Ez azoknak a fanatikusoknak szól, akik családtagként kezelik Gagát”.

## Élő közvetítés
2017. november 19-én Gaga élőben adta elő a The Cure-t az American Music Awards keretein belül, a turné washingtoni állomásáról, a Capital One Arénából. Ez volt a dal első televíziós előadása, emellett Gaga második egymást követő évben lépett fel az American Music Awards-on. Ugyanazon a napon, a Just Dance előadása előtt, a koncertet félbeszakították, hogy élőben közvetítsék A legjobb pop/rock női előadónak járó American Music Awards-díj  átadását, amelyet Gaga nyert meg. A díjat három rajongó adta át, és a köszönőbeszédét élőben közvetítették a turnéról.

## Dallista
Ez a dallista a 2017. augusztus 1-jei vancouveri koncertről származik. Nem reprezentálja a turné összes koncertjét.
1. Diamond Heart
2. A-Yo
3. Poke Face
4. Perfect Illusion
5. John Wayne
6. Scheiße
7. Alejandro
8. Just Dance
9. LoveGame
10. Telephone
11. Applause
12. Come to Mama
13. The Edge of Glory
14. Born This Way
15. Bloody Mary
16. Dancin' in Circles
17. Paparazzi
18. Angel Down
19. Joanne
20. Bad Romance
21. The Cure

Ráadás
1. Million Reasons

Megjegyzések
- A Bloody Mary, a Dancin’ in Circles és a Paparazzi nem hangzott el a San Franciscó-i, chicagói, New York-i és bostoni koncerteken, valamint a második torontói és philadelphiai koncerteken.[59]
- A houstoni fellépés során Gaga a ráadás részeként adta elő a Grigio Girls című dalt.[60]
- A harmadik inglewoodi fellépés során Mark Ronson csatlakozott Gagához a színpadon, hogy előadják a Joanne-t.[61]
- A milánói fellépés során Gaga előadta a Donatella a cappella verzióját Donatella Versace számára, aki jelen volt a koncerten.[62]

## A turné állomásai
| Dátum                     | Város                     | Ország                    | Helyszín                  | Felvezető előadó          | Látogatottság             | Bevétel                   |
| Észak-Amerika – Szakasz 1 | Észak-Amerika – Szakasz 1 | Észak-Amerika – Szakasz 1 | Észak-Amerika – Szakasz 1 | Észak-Amerika – Szakasz 1 | Észak-Amerika – Szakasz 1 | Észak-Amerika – Szakasz 1 |
| ------------------------- | ------------------------- | ------------------------- | ------------------------- | ------------------------- | ------------------------- | ------------------------- |
| 2017. augusztus 1.        | Vancouver                 | Kanada                    | Rogers Arena              | N/A                       | 15 665 / 15 665           | $1 430 667                |
| 2017. augusztus 3.        | Edmonton                  | Kanada                    | Rogers Place              | N/A                       | 15 002 / 15 002           | $1 466 718                |
| 2017. augusztus 5.        | Tacoma                    | Egyesült Államok          | Tacoma Dome               | N/A                       | 19 296 / 19 296           | $2 158 960                |
| 2017. augusztus 8.        | Inglewood                 | Egyesült Államok          | The Forum                 | N/A                       | 28 567 / 28 567           | $3 633 410                |
| 2017. augusztus 9.        | Inglewood                 | Egyesült Államok          | The Forum                 | N/A                       | 28 567 / 28 567           | $3 633 410                |
| 2017. augusztus 11.       | Las Vegas                 | Egyesült Államok          | T-Mobile Arena            | N/A                       | 15 893 / 15 893           | $2 139 858                |
| 2017. augusztus 13.       | San Francisco             | Egyesült Államok          | AT&T Park                 | DJ White Shadow           | 39 225 / 39 225           | $4 674 972                |
| 2017. augusztus 15.       | Sacramento                | Egyesült Államok          | Golden 1 Center           | N/A                       | 15 546 / 15 546           | $1 663 263                |
| 2017. augusztus 19.       | Omaha                     | Egyesült Államok          | CenturyLink Center Omaha  | N/A                       | 15 886 / 15 886           | $1 693 038                |
| 2017. augusztus 21.       | Saint Paul                | Egyesült Államok          | Xcel Energy Center        | N/A                       | 16 612 / 16 612           | $1 813 406                |
| 2017. augusztus 23.       | Cleveland                 | Egyesült Államok          | Quicken Loans Arena       | N/A                       | 15 552 / 15 552           | $1 622 428                |
| 2017. augusztus 25.       | Chicago                   | Egyesült Államok          | Wrigley Field             | DJ White Shadow           | 41 847 / 41 847           | $5 213 820                |
| 2017. augusztus 28.       | New York City             | Egyesült Államok          | Citi Field                | DJ White Shadow           | 69 978 / 69 978           | $9 520 390                |
| 2017. augusztus 29.       | New York City             | Egyesült Államok          | Citi Field                | DJ White Shadow           | 69 978 / 69 978           | $9 520 390                |
| 2017. szeptember 1.       | Boston                    | Egyesült Államok          | Fenway Park               | DJ White Shadow           | 67 660 / 67 660           | $8 111 672                |
| 2017. szeptember 2.       | Boston                    | Egyesült Államok          | Fenway Park               | DJ White Shadow           | 67 660 / 67 660           | $8 111 672                |
| 2017. szeptember 6.       | Toronto                   | Kanada                    | Air Canada Centre         | N/A                       | 31 526 / 31 526           | $3 328 841                |
| 2017. szeptember 7.       | Toronto                   | Kanada                    | Air Canada Centre         | N/A                       | 31 526 / 31 526           | $3 328 841                |
| 2017. szeptember 10.      | Philadelphia              | Egyesült Államok          | Wells Fargo Center        | N/A                       | 32 296 / 32 296           | $3 629 942                |
| 2017. szeptember 11.      | Philadelphia              | Egyesült Államok          | Wells Fargo Center        | N/A                       | 32 296 / 32 296           | $3 629 942                |
| Észak-Amerika – Szakasz 2 |                           |                           |                           |                           |                           |                           |
| 2017. november 3.         | Montréal                  | Kanada                    | Bell Centre               | N/A                       | 17 946 / 17 946           | $1 525 732                |
| 2017. november 5.         | Indianapolis              | Egyesült Államok          | Bankers Life Fieldhouse   | N/A                       | 15 375 / 15 375           | $1 606 010                |
| 2017. november 7.         | Detroit                   | Egyesült Államok          | Little Caesars Arena      | N/A                       | 15 550 / 15 550           | $1 712 378                |
| 2017. november 9.         | Uncasville                | Egyesült Államok          | Mohegan Sun Arena         | N/A                       | 15 394 / 15 394           | $1 784 100                |
| 2017. november 11.        | Uncasville                | Egyesült Államok          | Mohegan Sun Arena         | N/A                       | 15 394 / 15 394           | $1 784 100                |
| 2017. november 13.        | Louisville                | Egyesült Államok          | KFC Yum! Center           | N/A                       | 17 997 / 17 997           | $1 959 817                |
| 2017. november 15.        | Kansas City               | Egyesült Államok          | Sprint Center             | N/A                       | 15 117 / 15 117           | $1 612 710                |
| 2017. november 16.        | St. Louis                 | Egyesült Államok          | Scottrade Center          | N/A                       | 16 343 / 16 343           | $1 577 704                |
| 2017. november 19.        | Washington, D.C.          | Egyesült Államok          | Capital One Arena         | N/A                       | 15 288 / 15 288           | $1 901 754                |
| 2017. november 20.        | Pittsburgh                | Egyesült Államok          | PPG Paints Arena          | N/A                       | 15 288 / 15 288           | $1 641 888                |
| 2017. november 28.        | Atlanta                   | Egyesült Államok          | Philips Arena             | N/A                       | 12 155 / 12 155           | $1 615 820                |
| 2017. november 30.        | Miami                     | Egyesült Államok          | American Airlines Arena   | N/A                       | 14 738 / 14 738           | $1 776 734                |
| 2017. december 1.         | Tampa                     | Egyesült Államok          | Amalie Arena              | N/A                       | 15 170 / 15 170           | $1 627 766                |
| 2017. december 3.         | Houston                   | Egyesült Államok          | Toyota Center             | N/A                       | 13 100 / 13 100           | $1 712 302                |
| 2017. december 5.         | Austin                    | Egyesült Államok          | Frank Erwin Center        | N/A                       | 12 981 / 12 981           | $1 437 660                |
| 2017. december 8.         | Dallas                    | Egyesült Államok          | American Airlines Center  | N/A                       | 15 047 / 15 047           | $1 771 939                |
| 2017. december 9.         | Oklahoma City             | Egyesült Államok          | Chesapeake Energy Arena   | N/A                       | 14 072 / 14 072           | $1 512 444                |
| 2017. december 12.        | Denver                    | Egyesült Államok          | Pepsi Center              | N/A                       | 15 852 / 15 852           | $1 620 472                |
| 2017. december 14.        | Salt Lake City            | Egyesült Államok          | Vivint Smart Home Arena   | N/A                       | 12 688 / 12 688           | $1 425 214                |
| 2017. december 16.        | Las Vegas                 | Egyesült Államok          | T-Mobile Arena            | N/A                       | 14 478 / 14 478           | $2 163 880                |
| 2017. december 18.        | Inglewood                 | Egyesült Államok          | The Forum                 | N/A                       | 13 282 / 13 282           | $1 707 064                |
| Európa — Szakasz 3        |                           |                           |                           |                           |                           |                           |
| 2018. január 14.          | Barcelona                 | Spanyolország             | Palau Sant Jordi          | N/A                       | 28 918 / 28 918           | $2 113 298                |
| 2018. január 16.          | Barcelona                 | Spanyolország             | Palau Sant Jordi          | N/A                       | 28 918 / 28 918           | $2 113 298                |
| 2018. január 18.          | Milánó                    | Olaszország               | Mediolanum Forum          | N/A                       | 11 170 / 11 170           | $1 109 390                |
| 2018. január 20.          | Amszterdam                | Hollandia                 | Ziggo Dome                | N/A                       | 15 397 / 15 397           | $1 465 089                |
| 2018. január 22.          | Antwerpen                 | Belgium                   | Sportpaleis               | N/A                       | 15 533 / 15 533           | $1 435 452                |
| 2018. január 24.          | Hamburg                   | Németország               | Barclaycard Arena         | N/A                       | 10 587 / 10 587           | $1 055 950                |
| 2018. január 31.          | Birmingham                | Anglia                    | Arena Birmingham          | N/A                       | 12 456 / 12 456           | $1 138 126                |
| 2018. február 1.          | Birmingham                | Anglia                    | Genting Arena             | N/A                       | 9522 / 9522               | $799 708                  |
| Összesen                  | Összesen                  | Összesen                  | Összesen                  | Összesen                  | 841 935 / 841 935 (100%)  | $94 911 783               |

## Törölt koncertek
| Dátum                | Város          | Ország        | Helyszín            | Ok                                                     |
| -------------------- | -------------- | ------------- | ------------------- | ------------------------------------------------------ |
| 2017. szeptember 15. | Rio de Janeiro | Brazília      | Barra Olympic Park  | Kórházi kezelés fibromyalgia okozta testfájdalom miatt |
| 2018. február 4.     | London         | Anglia        | The O2 Arena        | Fibromyalgia okozta testfájdalom                       |
| 2018. február 6.     | Manchester     | Anglia        | Manchester Arena    | Fibromyalgia okozta testfájdalom                       |
| 2018. február 8.     | London         | Anglia        | The O2 Arena        | Fibromyalgia okozta testfájdalom                       |
| 2018. február 11.    | Zürich         | Svájc         | Hallenstadion       | Fibromyalgia okozta testfájdalom                       |
| 2018. február 13.    | Köln           | Németország   | Lanxess Arena       | Fibromyalgia okozta testfájdalom                       |
| 2018. február 15.    | Stockholm      | Svédország    | Ericsson Globe      | Fibromyalgia okozta testfájdalom                       |
| 2018. február 17.    | Koppenhága     | Dánia         | Royal Arena         | Fibromyalgia okozta testfájdalom                       |
| 2018. február 20.    | Párizs         | Franciaország | AccorHotels Arena   | Fibromyalgia okozta testfájdalom                       |
| 2018. február 21.    | Párizs         | Franciaország | AccorHotels Arena   | Fibromyalgia okozta testfájdalom                       |
| 2018. február 23.    | Berlin         | Németország   | Mercedes-Benz Arena | Fibromyalgia okozta testfájdalom                       |

## Fordítás
Ez a szócikk részben vagy egészben  a   Joanne World Tour című angol Wikipédia-szócikk fordításán alapul.  Az eredeti cikk szerkesztőit annak laptörténete sorolja fel. Ez a jelzés csupán a megfogalmazás eredetét és a szerzői jogokat jelzi, nem szolgál a cikkben szereplő információk forrásmegjelöléseként.